# Каурисмяки, Мика
Мика Юхани Ка́урисмяки (фин. Mika Juhani Kaurismäki, род. 21 сентября 1955 Ориматтила) — финский кинорежиссёр, сценарист, продюсер.

## Биография
Родился 21 сентября 1955 года в небольшом городе Ориматтила в провинции Пяйят-Хяме на юге Финляндии. Старший брат режиссёра Аки Каурисмяки. Учился в Мюнхенской академии кино и телевидения (1977—1981). Дипломной работой стал снятый в Финляндии фильм «Лгун» с Аки Каурисмяки в главной роли. Разноплановое, как совместное, так и индивидуальное творчество двух братьев породило в Европе 1980-х термин «Каурисмяки-лэнд» англ. Kaurismaki-land.
Его ленты в разные годы принимали участие в конкурсных показах таких фестивалей, как Московский международный кинофестиваль, Фестиваль фильмов северных стран в Руане, Международный кинофестиваль в Сан-Себастьяне, Международный кинофестиваль в Вальядолиде, Фестивале короткометражных фильмов в Тампере и некоторых других.
Мика Каурисмяки был основателем и руководителем производственных компаний Villealfa Filmproductions Oy, Marianna Films Oy (1986), Last Border Productions Oy и дистрибьюторской фирмы Senso Film Oy (1987). Совместно с братом стоял у истоков кинофестиваля «Полуночное солнце», начиная с 1986 года ежегодно проходящего в заполярном городе Соданкюля. Член Европейской академии кино, один из ведущих кинематографистов Финляндии.

## Избранная фильмография
- 1979 — Wilde Witwea (короткометражный)
- 1981 — Лгун / Valehtelija
- 1981 — Сайма — явление / Saimaa-ilmiö (совместно с Аки Каурисмяки)
- 1982 — Джекпот 2 / Jackpot 2
- 1982 — Никчёмные / Arvottomat
- 1984 — Клан — история семейства Саммакко / Klaani — tarina Sammakoitten suvusta (номинация на Золотой приз ММКФ 1985 года[4])
- 1985 — Россо / Rosso
- 1987 — Хельсинки – Неаполь всю ночь напролёт / Helsinki Napoli — All Night Long
- 1988 — Ночная работа / Yötyö
- 1989 — Ча-ча-ча / Cha Cha Cha
- 1989 — Бумажные звёзды / Paperitähti
- 1990 — Амазония / Amazon
- 1991 — Зомби и поезд-призрак / Zombie ja kummitusjuna
- 1993 — Последняя граница / The last border
- 1994 — Tigrero: A Film That Was Never Made (документальный)
- 1995 — Экстремальная ситуация / Condition Red
- 1996 — Датские девушки показывают всё/ Danske piger viser alt
- 1996 — Самболико / Sambolico (короткометражный)
- 1996 — Состояние аффекта / Condition Red
- 1998 — Лос-Анджелес без карты / L.A. Without a Map
- 2000 — Сообщество с большой дороги / Highway Society
- 2002 — Звуки Бразилии (в программе рижского международного кинофестиваля «Арсенал» — Звучание Бразилии[5]) / Moro No Brasil (документальный)
- 2003 — Детка (в ряде источников — Милочка[6]) / Honey Baby
- 2004 — Добро пожаловать в Сан-Паулу / Bem-Vindo a São Paulo (документальный)
- 2005 — Бразильские ритмы / Brasileirinho
- 2008 — Sonic Mirror (документальный)
- 2009 — Развод по-фински или Дом, где растёт любовь / Haarautuvan rakkauden talo
- 2011 — Братья / Veljekset
- 2011 — Мама Африка / Mama Africa (документальный)
- 2012 — Дорога на север / Tie Pohjoiseen (Приз зрительских симпатий на Санкт-Петербургском международном кинофестивале)[7]
- 2015 — Девушка-король / The Girl King[8]
- 2019 — Мастер Чен / Mestari Cheng
- 2020 — Благосердная ночь / Yö armahtaa